# Yukiaki Okabe
Pour les articles homonymes, voir Okabe (homonymie).
Yukiaki Okabe (岡部 幸明, Okabe Yukiaki), né le 24 avril 1941 et mort le 26 janvier 2018 à Takatsuki, est un nageur japonais.

## Carrière
Aux épreuves de natation aux Jeux olympiques d'été de 1964 à Tokyo, Yukiaki Okabe remporte la médaille de bronze en finale du relais 4 x 200 mètres nage libre, termine quatrième de la finale du 4 x 100 mètres nage libre et cinquième de la finale du 4 x 100 mètres 4 nages. Il est éliminé en demi-finales du 100 mètres nage libre.